# Port de Richards Bay
Le port de Richards Bay en Afrique du Sud (province de KwaZulu-Natal) est un port de commerce spécialisé dans l'exportation de vrac solide, notamment le charbon.
Ce port en eau profonde a été créé pendant les années 1970. Si une partie du trafic concerne la zone industrielle bordant le port, la majeure partie consiste en l'exportation du charbon venant du Transvaal, assurée par le terminal charbonnier RBCT (Richards Bay Coal Terminal), faisant de Richards Bay le plus important port d'Afrique en volume et un des principaux du monde pour l'exportation du charbon.

## Arrière et avant-pays
Comme tout port, celui de Richards Bay sert d'interface entre un arrière-pays (Hinterland) et un avant-pays (Foreland).

### Arrière-pays
Richards Bay est un port destiné à exporter les produits miniers du Transvaal, essentiellement le charbon extrait des mines de Waterberg (en) (dans le Limpopo), de Witbank, du Highveld et d'Ermelo (dans le Mpumalanga).
Le transport jusqu'à la côte est assuré par les convois ferroviaires de la Transnet (en) (la compagnie nationale sud-africaine de transport) sur les voies ferrées traversant la chaîne de montagne du Drakensberg en passant par la ville d'Ermelo et bientôt par le Swaziland (projet Swazilink (en) lancé en 2012, prévu pour 2018).

### Avant-pays
Les destinataires du charbon embarqué à Richards Bay sont majoritairement asiatiques (Chine, Corée du Sud et Japon), le plus souvent pour la production d'électricité dans des centrales thermiques.
Les importations sont assez réduites : l'alumine vient d'Australie, le coke des États-Unis et le brai d'Europe.

## Infrastructures
En 1972, la Transvaal Coal Owners Association signe un contrat les engageant à fournir du charbon à des sidérurgistes japonais pendant dix ans, d'où le besoin de disposer d'infrastructures portuaires en eau profonde. Un nouveau port est donc aménagé par la South African Railways & Harbours (société propriétaire de tous les ports sud-africains de 1910 jusqu'en 1990) à l'extrémité orientale de la côte sud-africaine, les autres ports du Cap, de Port Elizabeth, d'East London et de Durban étant trop excentrés.
Le port est aménagé sur les rives de la petite baie (une lagune de 3 000 hectares) dans laquelle se jette la Mhlatuze, communiquant avec l'océan Indien. Le chenal d'accès est dragué à 19,2 mètres, avec deux vastes zones creusées à 18,7 m le long des quais des deux terminaux pour vraquiers et deux darses plus petites à 14,2 m. Le port occupe 2 157 hectares de terrain et 1 495 d'eau.
Richards Bay est en 2010 le 44e port mondial en volume, avec un trafic total de 85,148 millions de tonnes, dont 74 des 143,8 millions de tonnes de charbon produites par l'Afrique du Sud en 2010. Le contrôle du port est assuré depuis 1990 par Portnet (en) (filiale de Transnet, la compagnie de transport à capitaux publics), qui s'occupe aussi des sept autres grands ports sud-africains.

### Richards Bay Coal Terminal
Le principal terminal charbonnier se trouve au sud, aménagé sur la presqu'île Die Duine. La Richards Bay Coal Terminal Company est la propriété de dix entreprises : Anglo Operations Ltd, BHP Billiton Energy Coal South Africa Limited, Kangra Coal (Pty (en)) Ltd, Sasol Mining (Pty) Ltd, Total Coal South Africa (Pty) Ltd, Xstrata SA (Pty) Ltd, South Dunes Coal Terminal Company (Pty) Limited, Exxaro Coal (Pty) Limited, Optimum Coal Holdings (Pty) Ltd et Koornfontein Mines (Pty) Ltd. Ce terminal a été ouvert en 1976, avec une capacité à l'origine de 12 millions de tonnes de charbon par an. Plusieurs travaux d’expansion l'ont amené à la capacité d'exporter 91 millions de tonnes par an (capacité maximale, 24 heures sur 24, depuis 2010). Le trafic annuel tourne autour de 64 millions de tonnes.
Le terminal dispose d'un quai de 2,2 kilomètres de long, avec six postes d'amarrage et quatre portiques de chargement (l'un d'une capacité de 11 000 tonnes par heure, un autre de 10 000 et les deux derniers de 8 500), ainsi qu'un vaste dépôt de 276 hectares dont la capacité de stockage est de 8,2 millions de tonnes, avec 58 kilomètres de convoyeurs sur bande (de 2,5 mètres de large, à 22 km/h). Les mouvements maritimes et ferroviaires sont en conséquence : pour le mois d'octobre 2012, le terminal a reçu 694 trains, dont le chargement a été transféré sur 53 navires.

### Autres terminaux
Le deuxième terminal par la taille, le Dry bulk Terminal, se trouve au nord de la petite baie, du côté de Bayview. Il a été aménagé en 1977, couvrant 34 hectares. Les produits importés sont de l'alumine et du coke de pétrole, tandis que les exportations concernent du charbon, du chrome, du titane, des phosphates et des engrais. Le trafic est d'environ dix millions de tonnes par an.
Deux autres terminaux, les Bulk-Metal Terminal et Combi Terminal, plus modestes, pour le vrac et les marchandises diverses, se situent sur la rive nord, de part et d'autre du deuxième terminal, en liaison avec les deux usines d'aluminium (Hillside Aluminium depuis 1995 et Alusaf Bayside depuis 1971), l'usine d'engrais (Indian Ocean Fertilizer, 1978), l'usine de pâte à papier (Mondi, 1984) et une exploitation de titane et de zirconium (Richards Bay Minerals, 1976). Y arrivent du ciment et quelques conteneurs, tandis qu'en repartent de l'aluminium, de la fonte, de l'acier et de la pâte à papier.
Il existe aussi deux terminaux pour vracs liquides, les Richards Bay Bulk Storage (pour le butadiène, le brai de pétrole et l'hexane) et Richards Bay Bunker Terminal (pour du mazout) au sud, aménagés en 1980-1981.